# Kentucky Derby 1914
Kentucky Derby 1914 var den fyrtionde upplagan av Kentucky Derby. Löpet reds den 9 maj 1914 över 1 1⁄4 miles (2 012 m). Löpet vanns av Old Rosebud som reds av John McCabe och tränades av Frank D. Weir.
Förstapriset i löpet var 9 125 dollar. Sju hästar deltog i löpet efter att Ivan Gardner, Brickley, Belloc och Constant strukits innan löpet. Spelfavoriten Old Rosebud ledde hela löpet och segrade med åtta längder. Segertiden 2:03.40 var nytt löprekord.

## Resultat
| P | S  | Häst        | Jockey          | Tränare               | Ägare                 | Tid     |
| - | -- | ----------- | --------------- | --------------------- | --------------------- | ------- |
| 1 | 10 | Old Rosebud | John McCabe     | Frank D. Weir         | Hamilton C. Applegate | 2:03.40 |
| 2 | 7  | Hodge       | William Taylor  | Kay Spence            | Kay Spence            |         |
| 3 | 4  | Bronzewing  | Jack Hanover    | Dan Lehan             | Alex P. Humphrey Jr.  |         |
| 4 | 3  | John Gund   | George Byrne    | Auval John Baker      | Auval John Baker      |         |
| 5 | 1  | Old Ben     | Clarence Turner | William H. Buckner    | William G. Yanke      |         |
| 6 | 5  | Surprising  | Charles Peak    | Richard F. Carman Sr. | Richard F. Carman Sr. |         |
| 7 | 2  | Watermelon  | W. French       | William G. Walker     | John E. Madden        |         |

Segrande uppfödare: John E. Madden; (KY)